# Municipio de Sheridan (condado de Cowley)
El municipio de Sheridan (en inglés: Sheridan Township) es un municipio ubicado en el condado de Cowley en el estado estadounidense de Kansas. En el año 2010 tenía una población de 152 habitantes y una densidad poblacional de 1,64 personas por km².

## Geografía
El municipio de Sheridan se encuentra ubicado en las coordenadas 37°15′7″N 96°45′44″O / 37.25194, -96.76222. Según la Oficina del Censo de los Estados Unidos, el municipio tiene una superficie total de 92.59 km², de la cual 92,58 km² corresponden a tierra firme y (0,01 %) 0,01 km² es agua.

## Demografía
Según el censo de 2010, había 152 personas residiendo en el municipio de Sheridan. La densidad de población era de 1,64 hab./km². De los 152 habitantes, el municipio de Sheridan estaba compuesto por el 99,34 % blancos y el 0,66 % eran de una mezcla de razas. Del total de la población el 1,97 % eran hispanos o latinos de cualquier raza.